# رابطة الدعوة الإسلامية الجزائرية
رابطة الدعوة الإسلامية الجزائرية. تأسست يوم 17 فيفري 1989م برئاسة الشيخ أحمد سحنون -رحمه الله_ وكان عمره 82 عاماً وجمعت رموز الحركات الإسلامية، كلّ من الشيوخ محفوظ نحناح -رحمه الله-، وعباسي مدني، وعبد الله جاب الله، وعلي بن حاج، ومحمد السعيد رحمه الله.
تمّ تشكيل المكتب التأسيسي في حفل حاشد بمسجد أسامة بن زيد بالعاصمة في شهر ربيع الأوّل 1410هـ الموافق لـ: أكتوبر 1989م.

## أهداف الرابطة
ومن أبرز أهدافها:
1. العمل على التمكين للإسلام ونظامه.
2. الحفاظ على وحدة الأمة ومقوماتها.
3. تذكير الشعب الجزائري المسلم برسالته وتعميق اقتناعه بكون الحل الإسلامي فريضة شرعية وضرورة حضارية.
4. العمل على تقريب الرؤى وتوحيد الجهود والمواقف العامة بين العاملين في حقل الدعوة الإسلامية.
5. تحقيق مبدإ الاجتهاد الجماعي في النوازل وتوحيد الفتوى في القضايا العامة.
6. إصلاح الاعتقاد وتهذيب الأخلاق وتصحيح العبادات ودعم رسالة المسجد.
7. العمل على ترسيم وظيفة الأمر بالمعروف والنهي عن المنكر.
8. الاهتمام بقضايا الأمّة والسعي لحلّها.
9. العمل على إخراج الأمة من التخلف والتبعية في كلّ نواحي الحياة وتغطية الاحتياج من الكفاءات في مختلف التخصصات.
10. صياغة مشروع حضاري متكامل.
11. ترشيد العمل السياسي وحمايته من الانحراف في الوسائل والغايات.
12. ترشيد السياسة التربوية والثقافية والإعلامية وفق مقاصد الشريعة الإسلامية.
13. كشف مخططات التآمر على الأمة ودينها والتصدي لحملات التغريب والتنصير والأفكار العلمانية.
14. مناصرة القضايا العادلة في العالم، والإسلامية خصوصا وبذل الوسع لاسترجاع فلسطين.
15. التعاون مع الجمعيات فيما لا يتعارض مع أهداف الرابطة وتبادل الخبرات والتناصح بينها وبين العاملين في الحقل الإسلامي.

## وصلات خارجية
- العلامة الشيخ أحمد سحنون